# Palykavitjy Persjyja
Palykavitjy Persjyja (vitryska: Палыкавічы) är en agropolis i Belarus.   Den ligger i voblasten Mahiljoŭs voblast, i den nordöstra delen av landet, 180 km öster om huvudstaden Minsk. Palykavitjy Persjyja ligger 156 meter över havet och antalet invånare är 1 572.

## Natur
Terrängen runt Palykavitjy Persjyja är huvudsakligen platt. Palykavitjy Persjyja ligger nere i en dal. Trakten är tätbefolkad. Närmaste större samhälle är Mahiljoŭ, 7,7 km söder om Palykavitjy Persjyja.